# Guinea-Buntbarsch
Der Guinea-Buntbarsch (Coptodon guineensis) ist eine Fischart aus der Gattung Coptodon in der Familie der Buntbarsche (Cichlidae), die an der Westküste Afrikas vom Süden der Westsahara (Sebkha d’Imili) bis zur Mündung des Cuanza in Angola vorkommt.

## Merkmale
Die Fischart kann eine Länge von 25 bis 30 cm erreichen. Sie ist hochrückig und seitlich stark abgeflacht. Das Kopfprofil ist deutlich gerundet. Die Grundfärbung der Fische ist grau bis weißlich mit silbrigem, bräunlichen oder grünlichem Schimmer, der Rücken ist hell oder dunkel graugrün, der Bauch weißlich. Die Basis der Schuppen auf den Flanken ist dunkel. Je nach Stimmung zeigen die Fische sechs bis neun schlecht sichtbare dunkle Querbinden oder auch zwei dunkle Längsstreifen. Der untere Wangenbereich, Brust und Bauch sind rot, die Kehle ausgewachsener Fische ist schwarz. Der obere Schnauzenbereich ist dunkelgrün. Die Flossen sind grau bis transparent. Die Schwanzflosse ist ungefleckt, ihr oberer Teil ist grau, der untere ist gelblich. Die untere Pharyngealia ist genau so lang wie breit und der vordere Abschnitt ist kürzer als der bezahnte Bereich. Die Fisch besitzen auf dem unteren Ast des ersten Kiemenbogens zehn oder weniger Kiemenrechen.
- Flossenformel: Dorsale XIV–XVI/12–13, Anale III/8–10.[5]
- Schuppenformel 29–30 (SL), 30–31 (mLR)

## Lebensweise
Der Guinea-Buntbarsch lebt an der Atlantikküste Afrikas im Brackwasser, in geschützten Meeresregionen, seltener steigt er in das Süßwasser der einmündenden Flüsse auf. Er ernährt sich von Garnelen, Muscheln, Plankton, Aufwuchs und Detritus. Guinea-Buntbarsche laichen in Gruben im Gewässerboden die vom Männchen oder von beiden Elterntieren gegraben werden. Beide Eltern kümmern um Eier und Jungfische. Die Fischlarven schlüpfen nach zwei bis drei Tagen und schwimmen nach etwa sechs Tagen frei. Guinea-Buntbarsche können sich auch in reinem Meerwasser vermehren.

## Systematik
Der Guinea-Buntbarsch wurde 1862 durch den deutschen Zoologen Albert Günther unter dem wissenschaftlichen Namen Chromis guineensis erstmals beschrieben. Später wurde die Art der Gattung Tilapia zugeordnet und dort in die Untergattung Coptodon gestellt. In einer umfassenden Revision der tilapinen Buntbarsche im Jahr 2013 wurde Coptodon in den Rang einer eigenständigen Gattung gehoben.
Untersuchungen der mitochondrialen DNA zeigen, dass es sich beim Guinea-Buntbarsch um einen Artenkomplex morphologisch sehr ähnlicher Arten handelt, der aus drei oder vier verschiedenen Evolutionslinien besteht. Eine dieser Linien, ihr Verbreitungsgebiet umfasst die Terra typica der Art in Ghana, ist nah mit den westafrikanischen Süßwasserarten Coptodon dageti, Coptodon discolor und Coptodon louka verwandt. Diese drei Arten haben sich wahrscheinlich aus Populationen dieser Linie entwickelt, die zum dauerhaften Leben in Süßgewässern übergegangen sind. Eine andere Linie des Guinea-Buntbarsches ist mit zwei zurzeit invaliden Arten aus dem Senegal verwandt, die 1861 durch den französischen Zoologen Auguste Duméril als Tilapia affinis und Tilapia polycentra beschrieben wurden, später aber mit dem Guinea-Buntbarsch synonymisiert wurden, sowie mit Coptodon camerunensis und einer bisher unbeschriebenen Art (Coptodon sp. aff. louka ‘Samou’). Eine oder zwei weitere Linien aus Nigeria und Gabun gehören zur selben Klade wie Coptodon nyongana, Coptodon rendalli und Coptodon zillii. Diese Linie wird aus morphologischen Gründen bisher zu Coptodon guineensis gerechnet, ist mit den übrigen Linien des Guinea-Buntbarsches aber nur entfernt verwandt.